# Ken Loach
Kenneth Charles Loach, detto Ken (Nuneaton, 17 giugno 1936), è un regista, sceneggiatore e attivista britannico.
Figlio di operai, ha dedicato tutta la sua opera cinematografica alla descrizione delle condizioni di vita dei ceti meno abbienti. Politicamente impegnato a sinistra, come socialista democratico e umanista, ha fatto parte della corrente artistica inglese del Free cinema (i cui leader erano i registi Lorenza Mazzetti, Lindsay Anderson, Karel Reisz e Tony Richardson), con film come Poor Cow e Kes.
Tra i vari premi ricevuti meritano di essere ricordati le due Palme d'oro vinte al Festival di Cannes nel 2006, per Il vento che accarezza l'erba, e nel 2016 con Io, Daniel Blake, il Pardo d'onore al Festival di Locarno nel 2003 e il Leone d'oro alla carriera alla Mostra del cinema di Venezia nel 1994. È padre del regista Jim Loach.

## Biografia
Dopo un'infanzia caratterizzata da frequenti trasferimenti insieme alla famiglia a causa della guerra, da ragazzo prestò servizio militare nella Royal Air Force. Concluso il servizio militare, a 25 anni, si stabilì a Oxford per studiare legge al St Peter's College dell'Università di Oxford. Qui entrò in contatto con il gruppo di teatro sperimentale dell'università, iniziò a recitare e ne divenne presidente. Dopo l'università, recitò e diresse spettacoli teatrali prevalentemente presso Birmingham. Nel 1961 iniziò a lavorare come aiuto regista per la ABC Television. Passò poi alla BBC quando questa stava per lanciare il proprio secondo canale. In questi anni ebbe inizio la sua collaborazione con Tony Garnett, produttore con il quale aveva in comune la cultura politica socialista.

Con Garnett, Loach realizzò 10 episodi di The Wednesday Play, che in quegli anni rivoluzionarono il genere del dramma televisivo britannico creando il genere del docu-drama, che utilizzava tecniche documentaristiche per raccontare storie di fantasia, con l'obiettivo di creare consapevolezza politica negli appartenenti alla classe operaia e al ceto medio. Questo spirito ha poi caratterizzato tutta la sua ampia produzione successiva. Tre episodi della serie The Wednesday Play, sono andati perduti: sono Up the Junction (1965), adattamento di un libro di Nell Dunn, che si occupa di un aborto illegale, Cathy Come Home (1966) da un'idea di Jeremy Sandford, che tratta la vita dei senzatetto, la disoccupazione, e il funzionamento dei servizi sociali, e In Two Minds (1967), scritto da David Mercer, che racconta la vita di una giovane schizofrenica e il suo rapporto con il sistema di salute mentale. Durante la lavorazione della serie The Wednesday Play, Loach inizia a dirigere film per il cinema, esordendo con Poor Cow (1967) e Kes (1970), tratto da un racconto di Barry Hines; quest'ultimo film è stato inserito dal British Film Institute al settimo posto nella sua lista dei migliori film britannici del XX secolo.

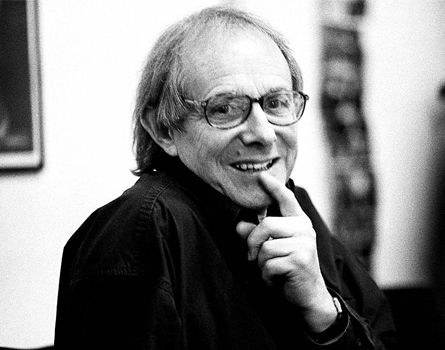
Ken Loach

La produzione cinematografica di Loach negli anni '70 e '80, di scarso successo economico, fu spesso vittima di una cattiva distribuzione (questi film sono rari da vedere e molti non sono mai usciti in videocassetta VHS o DVD) e di censura politica. Caso eclatante fu il suo documentario The Save the Children Fund Film (1971), commissionato dall'omonima associazione che in seguito, non soddisfatta dal risultato, ne bloccò la distribuzione tentando di distruggere il negativo: perciò solo nel 2011 la pellicola venne proiettata per la prima volta al pubblico, presso il BFI.
Nel 1982, la rete televisiva Channel 4 commissionò a Loach e a Central Independent Television una serie di documentari sul rapporto tra il sindacato britannico e la politica del primo ministro Thatcher; alcuni non sono stati mai trasmessi, altri lo furono² solo successivamente, quando il loro impatto sull'opinione pubblica era ormai limitato. Secondo la teoria di Anthony Hayward, illustrata nel suo libro Which Side Are You On? Ken Loach and His Films (2004), il magnate dei media Robert Maxwell aveva obbligato Channel 4 a bloccare la messa in onda dei documentari, perché questo avrebbe interferito con la sua trattativa per l'acquisizione del giornale Daily Mirror, per la quale aveva bisogno della collaborazione dei sindacalisti e in particolare di Frank Chapple, rappresentante del sindacato degli elettricisti.
Il documentario Which Side Are You On? (1985), che raccontava lo sciopero dei minatori britannici e che inizialmente doveva essere trasmesso nel The South Bank Show, venne censurato perché giudicato troppo politicamente squilibrato, ma al XXV Festival dei popoli di Firenze il documentario venne premiato, con la conseguenza che Channel 4 dovette trasmetterlo. Il documentario End of the Battle... Not the End of the War?, che racconta l'esito dello sciopero dei minatori, venne trasmesso sul Fili Diverse serie di Channel 4, tre settimane dopo la fine dello sciopero. Alla fine degli anni 1980, Loach ha diretto alcune pubblicità televisive. Negli anni novanta, però, il regista britannico è tornato in auge, realizzando alcuni film di grande successo e molto apprezzati dalla critica, tra i quali Riff-Raff, Piovono pietre, Terra e libertà e My Name is Joe; per tre volte, inoltre, è stato premiato al Festival di Cannes. Nel 1994 gli viene assegnato il Leone d'oro alla carriera al Festival di Venezia.
Nel dicembre 2003 l'Università di Birmingham gli ha conferito una laurea honoris causa in Lettere. Il 28 maggio 2006 la giuria del Festival di Cannes conferisce la Palma d'oro al suo film Il vento che accarezza l'erba. L'8 settembre 2007 Paul Laverty riceve l'Osella alla migliore sceneggiatura per In questo mondo libero... alla Mostra del cinema di Venezia. Nel 2009 esce Il mio amico Eric. La pellicola viene presentata al Festival di Cannes 2009, aggiudicandosi il premio della Giuria Ecumenica. Nel 2010 esce L'altra verità, presentato in concorso al Festival di Cannes. Il film prende il nome dalla famigerata Route Irish, la strada più pericolosa al mondo, che congiunge l'aeroporto di Baghdad con la green zone della capitale irachena. Nel 2014 riceve l'Orso d'oro alla carriera al Festival internazionale del cinema di Berlino.

## Vita privata
Sposato dal 17 luglio 1962 con Lesley Ashton, ha avuto cinque figli: Stephan (1963), Nicholas (1965, morto nel 1971 in un incidente stradale), Hannah (1967), James (detto Jim, 1969) ed Emma (1972).

## Attività politica
Esponente storico della cosiddetta hard left del Partito Laburista, avendo militato attivamente da almeno gli anni sessanta nelle file di organizzazioni trotskiste e anti-capitaliste affiliate a tal area interna del Partito, quali la Socialist Labour League (poi scissasi per divenire il Workers Revolutionary Party), la International Socialists (poi Socialist Worker Party) e la International Marxist Group, lo lasciò poi sul finire degli anni novanta, in asperrima polemica con il New Labour blairiano allora emergente.
Divenne dunque un membro attivo del movimento politico Respect, nato da una scissione d'un gruppo di sinistra dal Partito Laburista, sin dai suoi inizi e dal quale venne pure candidato al Parlamento europeo nel 2004. A seguito poi della sua dissoluzione, Loach, dopo aver mostrato pubblicamente il proprio supporto per la Coalizione Sindacalista e Socialista alle elezioni per l'Assemblea di Londra del 2012, figura tra i fondatori e principali animatori, assieme all'attivista politica Kate Hudson ed al politologo Gilbert Achcar, del partito di sinistra radicale Left Unity, del quale presenta il manifesto politico ad una rassegna stampa in occasione delle elezioni generali britanniche del 2015.
Attento osservatore della realtà internazionale, è intervenuto talvolta anche sulle vicende politiche italiane. È stato infatti (assieme a Noam Chomsky, Gino Strada, Marco Revelli, Giorgio Cremaschi ed altri), tra i firmatari di un appello di solidarietà nei confronti del senatore di Rifondazione (in seguito Sinistra Critica) Franco Turigliatto, espulso dal suo partito per non aver votato i rifinanziamenti alle missioni militari voluti dal secondo governo Prodi.
Ha confermato questa sua vocazione firmando l'appello internazionale promosso da Sinistra Critica in occasione delle elezioni politiche del 2008 e a cui hanno aderito altri grandi nomi della cultura e della politica internazionale (come Noam Chomsky, Richard Stallman, Howard Zinn, Michel Onfray, Gilbert Achcar, Daniel Bensaïd ed altri). Nelle elezioni del 2022, Loach ha dato il suo sostegno alla lista Unione Popolare di Rifondazione Comunista, Potere al Popolo!, Luigi de Magistris e altri.
Il 14 agosto 2021 Loach ha rivelato di essere stato espulso dal Partito Laburista, guidato da Keir Starmer, per essere rimasto fedele alla linea politica del precedente segretario Jeremy Corbyn.

## Filmografia

### Cinema
- Poor Cow (1967)
- Kes (1969)
- Family Life (1971)
- Black Jack (1979)
- The Gamekeeper (1980)
- Uno sguardo, un sorriso (Looks and Smiles) (1981)
- Fatherland (1986)
- L'agenda nascosta (Hidden Agenda) (1990)
- Riff-Raff - Meglio perderli che trovarli (Riff-Raff) (1991)
- Piovono pietre (Raining Stones) (1993)
- Ladybird Ladybird (1994)
- Terra e libertà (Land and Freedom) (1995)
- La canzone di Carla (Carla's Song) (1996)
- My Name Is Joe (1998)
- Bread and Roses (2000)
- Paul, Mick e gli altri (The Navigators) (2001)
- Sweet Sixteen (2002)
- Un bacio appassionato (Ae Fond Kiss...) (2004)
- Il vento che accarezza l'erba (The Wind That Shakes The Barley) (2006)
- In questo mondo libero... (It's a Free World...) (2007)
- Il mio amico Eric (Looking for Eric) (2009)
- L'altra verità (Route Irish) (2010)
- La parte degli angeli (The Angels' Share) (2012)
- Jimmy's Hall - Una storia d'amore e libertà (Jimmy's Hall) (2014)
- Io, Daniel Blake (I, Daniel Blake) (2016)
- Sorry We Missed You (2019)
- The Old Oak (2023)

### Televisione
- Z Cars- serie TV, 3 episodi (1962)
- Catherine (1964)
- Diary of a Young Man - serie TV, 3 episodi (1964)
- 3 Clear Sundays (1965)
- Up the Junction (1965)
- The End of Arthur's Marriage (1965)
- Coming Out Party (1965)
- Cathy Come Home (1966)
- In Two Minds (1967)
- The Golden Vision (1968)
- The Big Flame (1969)
- The Rank and the File (1971)
- After a Lifetime (1971)
- A Misfortune (1973)
- Days of Hope - miniserie TV (1975)
- The Price of Coal (1977)
- Auditions (1980)
- A Question of Leadership (1981)
- The Red and the Blue: Impressions of Two Political Conferences - Autumn 1982 (1983)
- Questions of Leadership (1983)
- Which Side Are You On? (1984)
- End of the Battle... Not the End of the War (We Should Have Known) (1985)
- The View From the Woodpile (1989)
- The Arthur Legend (1991)

### Documentari
- The Save the Children Fund Film  (1971)
- A Contemporary Case for Common Ownership (1995)
- The Flickering Flame (1997)
- The Spirit of '45 (2013)

### Cortometraggi
- 11'09'01 - segmento "Regno Unito" (2002)
- Tickets, film a episodi co-diretto con Ermanno Olmi e Abbas Kiarostami (2005)
- Chacun son cinéma - episodio Happy Ending (2007)

## Riconoscimenti
- Festival di Cannes
  - 1990: Premio della giuria per L'agenda nascosta
  - 1993: Premio della giuria per Piovono pietre
  - 2006: Palma d'oro per Il vento che accarezza l'erba
  - 2012: Premio della giuria per La parte degli angeli
  - 2016: Palma d'oro per Io, Daniel Blake
- Festival internazionale del cinema di Berlino
  - 2014: Orso d'oro alla carriera
- Mostra internazionale d'arte cinematografica di Venezia
  - 1994: Leone d'oro alla carriera
- Festival internazionale del film di Locarno
  - 2003: Pardo d'onore
  - 2016: Prix du Public
- Festival internazionale del cinema di Karlovy Vary
  - 1970: Globo di Cristallo
- Torino Film Festival
  - 2012: Gran Premio Torino (rifiuta il premio in segno di solidarietà verso i lavoratori precari operanti presso il Museo nazionale del Cinema)[22]
- Festival del Cinema di Porretta Terme
  - 2004: Premio alla carriera
- British Independent Film Awards
  - 1998: Miglior regista
- Japan Art Association
  - 2003: Premio Imperiale

Premio Robert Bresson
- - 2012: Premio Robert Bresson al regista Ken Loach